# 相馬中村藩
相馬中村藩（そうまなかむらはん）は、江戸時代の日本で、旧陸奥国の標葉郡から宇多郡まで（現在の福島県浜通り北部）を治めた藩である。藩主の姓から相馬藩（そうまはん）、本拠地名から中村藩（なかむらはん）とも呼ばれるが、他の「中村藩」と区別する際には相馬中村藩や陸奥中村藩という。
藩政府は中村城（相馬市）であった。藩主は一貫して相馬家で、家格は柳間詰めの外様大名、後に帝鑑間詰めの願譜代に列せられる。

## 沿革
相馬氏は平氏一門の名家であり、鎌倉時代初期の平泉遠征（1189年）後に陸奥国行方郡に移住して、7世紀前半の浮田国造領（陸奥国の宇多郡と行方郡）を支配下に収めて以来、1492年の標葉郡の領土編入を経て、戊辰戦争終結（1868年）までの約740年間に亘ってこの地を統治した。このような長期間の統治を行った領主は、島津氏（鹿児島県）、相良氏（熊本県）、南部氏（青森県）など少数である。
第16代当主・相馬義胤は、1600年に徳川家康の会津・上杉景勝攻めのため、小高城に帰郷した。まもなく石田三成が挙兵し、世に言う関ヶ原の戦いが起きた。
関ヶ原の開戦直前、水戸を本拠地とする佐竹氏の所領は53万石であった。周囲の岩城氏・多賀谷氏・相馬氏などの諸家は、養子縁組などの縁戚関係によって、常陸源氏嫡流を称する佐竹氏を事実上の盟主としていた。しかも、水戸は徳川家康の本拠地である江戸に近く、徳川氏を脅かしうる勢力であった。
このため、相馬氏は関ヶ原の戦いに勝利して全国政権を掌握した家康によって、1602年に佐竹氏と共にいったん改易され、中村城と小高城および関ヶ原の戦い直前に新本拠地として築城した牛越城を没収された。水戸から秋田に減・転封された佐竹義宣より秋田の地1万石を与えるので移るように誘われたが、義胤の嫡男・のちの17代利胤が改易撤回の直訴を求めたため、義胤は佐竹氏の誘いを丁重に断って利胤を江戸に上らせた。1602年10月、利胤の訴状文が届けられ、本領を安堵された。このとき徳川家臣の本多正信や伊達政宗からのとりなしもあったという。対立関係にあった政宗からの斡旋は、政宗が1600年に家康より命を受け上杉景勝を北の信夫口から攻めるべく大坂から帰国する際、中通りの白河から白石まで上杉領で道が塞がれていたので、相馬家臣の水谷胤重が政宗の領内通過に便宜を図ったためという。所領安堵の際に完成したばかりの牛越城を廃止して故の小高城に本拠を戻している。1607年には江戸城石垣普請に人夫600人を差出している。
1611年までに、天正時代以前に城代が置かれていた中村城を改修。これにより、相馬氏の本拠地は小高城と中村城の2城から、中村城の1城のみに転換された。1612年、義胤は小高城より泉田へ隠居した。初代藩主が16代義胤か17代利胤かは、藩の成立を関ヶ原の戦い後とするか大坂の陣後とするか等によって諸説ある（以下、当記事では利胤を初代とする）。利胤および18代義胤（第2代藩主）の代には、高禄家臣の城下への移住、城下在住家臣の廩米知行化と在郷家臣の削減、都合三度の検地等により、近世大名としての体制が整った。また、19代相馬忠胤（第3代藩主）は、徳川譜代の土屋氏からの養子であり、720年もの伝統を持つ「相馬野馬追」に講武的色彩を加え、現在まで続く形式を確立した。また、鎌倉時代からの繋がりで、藩士の多くは藩内各地に知行地を与えられた。天明年間に発生した天明の大飢饉では大打撃を受け、領民の多くが餓死したり逃散した。これに危機感を抱いた藩の上層部は、密かに真宗教団と接触し、禁制であった移民を越中国（現在の富山県南砺市）などから受け入れ、藩の立て直しを図った（関東・東北の真宗移民）。
また、先述の忠胤の出自から、1659年には、中村藩も外様から転じて譜代並の扱いを受けることになった。23代尊胤（第7代藩主）は譜代大名の殿席である帝鑑間に詰めるようになり、以後幕末まで続いた。
二宮尊徳の高弟を出し、報徳仕法の実践を触媒した。 
1868年の戊辰戦争では南隣の磐城平藩や北隣の仙台藩とともに奥羽越列藩同盟に参加し、7月（旧暦）には浜街道を北上してきた明治政府軍に対して、仙台藩や米沢藩と連携して応戦した（磐城の戦い）。しかし、既に同盟側の敗色が濃厚であり、早々に明治政府軍側に降伏方法を打診。7月29日（旧暦）には同盟側の藩兵への糧食の供給を停止、8月2日（旧暦）に開かれた重臣会議により同盟からの離脱と降伏を内定した。仙台藩の重臣からの抗議を受けたものの決定は覆されず、8月7日（旧暦）には明治政府軍である薩摩藩や長州藩らの藩兵、奥羽鎮撫総督四条隆謌が中村城に入り、名実ともに降伏が決定した。これ以後、中村城は明治政府軍の支配拠点となり、中村城は解体された。
1871年8月29日、廃藩置県により中村藩は名実ともに消滅し、中村県が成立した。その後、中村県は1872年1月9日には平県（旧磐城平藩）と合併されて磐前県となり、その磐前県も1876年8月21日の福島県成立によって消滅した。

## 居城
中村城（福島県相馬市中村字北町）。1611年に藩政が敷かれる前には、相馬氏の中村城代の本拠地であった。土佐国の中村城と区別するため、「相馬中村城」と呼ばれることもある。

## 領地
- 表高：6万石
- 封地：陸奥国（後の磐城国）標葉郡、宇多郡、行方郡。（現在：相馬市、南相馬市、双葉郡のうち旧標葉郡[注釈 2]、相馬郡）
- 実高：221ヶ村で9万7796石（幕末の時点「旧高旧領取調帳」による）

## 歴代藩主
1. 相馬大膳亮利胤
2. 相馬大膳亮義胤
3. 相馬長門守忠胤
4. 相馬出羽守貞胤
5. 相馬弾正少弼昌胤
6. 相馬長門守叙胤
7. 相馬弾正少弼尊胤
8. 相馬長門守恕胤
9. 相馬弾正少弼祥胤
10. 相馬豊前守樹胤
11. 相馬長門守益胤
12. 相馬大膳大夫充胤
13. 相馬因幡守誠胤

## 幕末の領地
- 陸奥国（磐城国）
  - 行方郡 - 124村
  - 標葉郡のうち - 55村
  - 宇多郡のうち - 41村

明治維新後に標葉郡2村（旧三春藩領）が加わった。

## 関連人物
- 井土霊山
- 大越亨
- 中村維隆
- 志賀直温
- 志賀直哉 志賀直温の孫
- 斎藤高行